# Mycosphaerella thais
Mycosphaerella thais är en svampart som först beskrevs av Pier Andrea Saccardo, och fick sitt nu gällande namn av Negru & Benec 1965. Mycosphaerella thais ingår i släktet Mycosphaerella och familjen Mycosphaerellaceae.   Inga underarter finns listade i Catalogue of Life.